# Eurasiska nomader

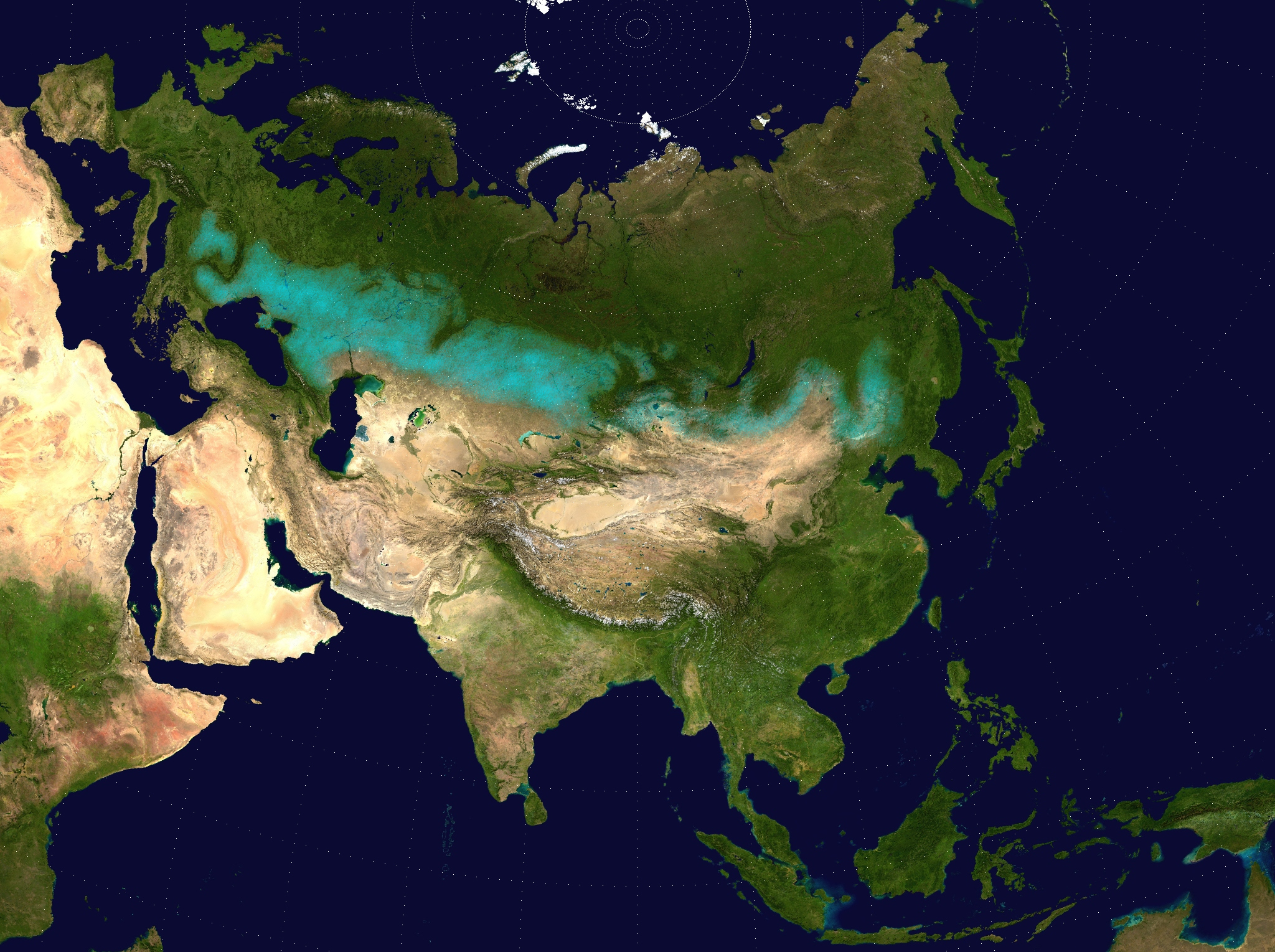
Den eurasiska stäppen (i ljusblått), med halvöken i söder eller sydöst, hemvist för de eurasiska nomaderna.

Eurasiska nomader eller ryttarfolk är lösa benämningar för beridna nomadiska folk, som genom historien bott på den eurasiska stäppen mellan Östeuropa och Centralasien. Bland dessa folk fanns skyter, hunner, olika turkfolk och mongoler.
De eurasiska nomaderna var beridna, och de tämjde den vilda hästen cirka 3500 f.Kr. De levde av boskapsskötsel – framför allt fårskötsel. Spridningen av både indoeuropeiska och turkiska språk har till stora delar skett via eurasiska nomader.
Under forntiden och medeltiden utvecklade de kavalleriet. Detta skedde först med häststridsvagnar, senare med sadlar, stigbyglar och andra innovationer. Stigbygeln spreds från ryttarfolken till andra europeiska folk senast under 700-talet e.Kr.